# Очкинский сельский совет (Середино-Будский район)
Очкинский сельский совет (укр. Очкинська сільська рада) — входит в состав
Середино-Будского района
Сумской области
Украины.
Административный центр сельского совета находится в 
с. Очкино
.

## Населённые пункты совета
- с. Очкино
- с. Журавка
- с. Красноярское